# 금천황후
금천황후 매씨(베트남어: Kim Thiên Hoàng hậu Mai thị; 한자: 金天皇后 梅氏), 또는 영감황후(靈感皇后)는 베트남 대구월국 리 왕조의 제2대 황제 리 태종의 정실 황후이다.  

## 전기
안국상장 매우(安國上將 梅佑)의 딸이다. 
전설에 따르면 어느 날 매씨는 달이 그녀의 위장에 빠지는 꿈을 꿨고, 며칠 후 그녀는 임신을 하였다. 1023년 2월 25일 그녀는 왕자를 낳았고, 나중에 그녀의 아들은 왕이 되었다. 1054년, 훗날 리 성종이 황제가 되자 그녀는 황태후가 되어 금천황태후(金天皇太后)의 호를 받았다.
대월사략(Đại Việt sử lược; 大越史略)에서 금천황후는 영감황후로 기록되어 있다.

## 참고 자료
- 대월사기전서